# Lourdes Melo
Maria de Lourdes Soares Melo (Pedreiras, 12 de junho de 1953), mais conhecida como Lourdes Melo, é uma professora e política brasileira, filiada ao Partido da Causa Operária (PCO). Ficou conhecida nos debates para governador das eleições estaduais no Piauí em 2022, quando usou a frase "ah, você quer me calar?, que virou meme. 

## Biografia
Maria de Lourdes Soares Melo nasceu em Pedreiras, no Maranhão, em 12 de junho de 1953. Mora em Teresina, capital do Piauí, desde a década de 1970. Cursou licenciatura em Educação Física e trabalhou como professora municipal até se aposentar. Teve participação em sindicatos desde a fundação da Central Única dos Trabalhadores (CUT) em 1983.

## Carreira política
Sindicalista com história no movimento social do Piauí, Lourdes Melo se candidatou a primeira vez em um cargo público em 1992, quando se candidatou ao cargo de vereadora de Teresina pelo Partido dos Trabalhadores (PT) nas eleições em que Antônio José Medeiros concorreu à prefeito. Ela obteve a suplência, junto com outros candidatos a vereador, na referida disputa eleitoral que elegeu Wellington Dias como vereador de Teresina.
Após sair do PT, Lourdes Melo tentou seu primeiro cargo político de âmbito estadual em 2002, quando concorreu ao cargo de vice-governadora na chapa do Partido Socialista dos Trabalhadores Unificado (PSTU), não eleita. Em 2006, já no Partido da Causa Operária (PCO), tentou se eleger governadora do Piauí pela primeira vez. Também se candidatou em 2014 e 2018, sem sucesso nas três vezes. Além disso, também se candidatou a vice-prefeita de Teresina, em 2012, e de prefeita em 2008, 2016 e 2020.

### Celebridade política em 2022
Em 2022, se candidatou para governadora novamente nas eleições estaduais do Piauí. Durante um debate eleitoral na TV Cidade Verde, em 16 de agosto de 2022, o mediador do debate interrompeu Lourdes Melo para que ela dissesse para quem faria sua pergunta. Em resposta, ela disse: "Ah, você quer me calar? Você quer proteger os candidatos?". A frase viralizou na Internet. Um vídeo de sua campanha eleitoral, no qual Melo aparece com uma fita tapando a sua boca, também gerou comentários. Em outro debate no início de setembro, viralizou novamente ao incluir "bate-papo com vizinhas" à noite na agenda de campanha eleitoral.
Em um debate da TV Meio Norte no dia 28 de setembro de 2022, quando os candidatos discutiam sobre a liberação do porte de armas, Lourdes acusou o coronel Diego Melo (PL), aliado ao presidente Jair Bolsonaro (PL), de esconder a arma dentro da cueca. Outros candidatos então passaram a questionar o coronel, que confirmou estar armado durante o encontro.  Lourdes disse: "Eu olhei para ele e pensei: 'será que ele não botou para dentro da cueca?' Porque eu olhei para ele, por todos os lados, e não vi [a arma]... mostra a sua arma, levanta [a camisa]. Ele só pode ter uma arma na cueca. Ele não quer entregar a sua arma. É um perigo. É um candidato de alta periculosidade".  Em outro momento, gritou: "Entregue a sua arma agora. Entregue a sua arma".
Apesar de seu sucesso na Internet, uma pesquisa do Ipec divulgada no dia 30 de setembro mostrava que Lourdes liderava a maior rejeição entre os candidatos ao governo piauiense, com 25%.

#### Indeferimento
Inicialmente, Lourdes teria Ronaldo Soares (PCO) como candidato a vice. O candidato renunciou, e o PCO apresentou fora do prazo o nome de Cloves José ao cargo de vice-governador. Com isso, o Ministério Público Eleitoral (MPE) opinou pelo indeferimento da chapa inteira, o que foi aceito pelos juízes eleitorais do Tribunal Regional Eleitoral do Piauí (TRE-PI). Lourdes disse que a chapa iria recorrer da decisão do tribunal e que, apesar do que chamou de "perseguição" e "caça às bruxas", ela não iria se calar. Apesar do indeferimento, no primeiro turno das eleições, ocorrido no dia 2 de outubro, Lourdes obteve o voto de 1 924 pessoas, ou 0,1% dos eleitores.

### Anulação de nomeação em cargo político em 2023
Em 3 de abril de 2023, o Governo Estadual do Piauí publicou no Diário Oficial do Estado um decreto datado de 1º de abril de 2023 em que nomeava Lourdes Melo para ocupar o cargo comissionado de Supervisora IV da Secretaria de Governo do Estado do Piauí. De acordo com Lourdes, ela foi "indicada à 'contragosto'" e após se manifestar de forma contrária à sua nomeação, alegando incompatibilidades ideológicas entre o Governo Estadual e o seu partido (o PCO), o Governo do Piauí decidiu exonerá-la dois dias depois: em 05 de abril de 2023.
Em outubro de 2023, um protesto realizado por Lourdes Melo em apoio ao povo palestino contra as ações militares realizadas por Israel contra a Faixa de Gaza viralizou nas mídias sociais e na imprensa regional piauiense. Nesse protesto, Lourdes aparece em uma foto usando o keffiyeh, um lenço palestino tradicional usado por homens e mulheres, mas que o repórter piauiense confundiu erroneamente com um hijab, com a legenda: "Lutemos pela liberdade do povo Palestino".

## Desempenho em eleições
| Ano  | Eleição               | Partido | Candidata a      | Votos                                     | Resultado  |
| ---- | --------------------- | ------- | ---------------- | ----------------------------------------- | ---------- |
| 1992 | Municipal de Teresina | PT      | Vereadora        | n.a.                                      | Suplente   |
| 2002 | Estadual do Piauí     | PSTU    | Vice-governadora | 986 (0,07%)                               | Não eleita |
| 2006 | Estadual do Piauí     | PCO     | Governadora      | 715 (0,04%)                               | Não eleita |
| 2008 | Municipal de Teresina | PCO     | Prefeita         | 996 (0,26%)                               | Não eleita |
| 2012 | Municipal de Teresina | PCO     | Vice-prefeita    | 3.117 (0,74%)                             | Não eleita |
| 2014 | Estadual do Piauí     | PCO     | Governadora      | 2.180 (0,13%)                             | Não eleita |
| 2016 | Municipal de Teresina | PCO     | Prefeita         | 786 (0,18%)                               | Não eleita |
| 2018 | Estadual do Piauí     | PCO     | Governadora      | 777 (0,04%)                               | Não eleita |
| 2020 | Municipal de Teresina | PCO     | Prefeita         | Candidatura indeferida                    | Não eleita |
| 2022 | Estadual do Piauí     | PCO     | Governadora      | 1.920 (0,10%) - votos impugnados pelo TSE | Não eleita |
| 2024 | Municipal de Teresina | PCO     | Prefeita         | 535 (0,12%)                               | Não eleita |